# Médiathèque communautaire de Moulins
La médiathèque communautaire de Moulins, héritière de la bibliothèque, puis médiathèque municipale de Moulins (Allier), est un établissement de lecture publique dépendant de la communauté d'agglomération de Moulins. Elle a le statut de bibliothèque municipale classée.

## Histoire
Les confiscations de la Révolution (biens du clergé, bibliothèques de certains particuliers) seront le noyau de la bibliothèque municipale de Moulins. Les livres sont conservés dans la chapelle Sainte-Claire, puis dans le grenier de l'ancien couvent des jésuites (aujourd'hui tribunal de grande instance). Ces ouvrages proviennent des différents couvents et communautés religieuses de Moulins et de ces environs : Bénédictins de Souvigny, Augustins, Capucins, Carmes et Minimes.
En 1807, un conseiller municipal, M. Desmorillon, devient bibliothécaire. Il est remplacé en 1813 par l'abbé Mercier, qui dresse le premier catalogue.
En 1820, sous le mandat de Gérard Antoine Louis de Champflour, la municipalité décide de faire construire un nouvel hôtel de ville et d'y héberger la bibliothèque municipale. Elle y occupe l’aile qui, à l'arrière du bâtiment, donne sur l'actuelle place Marx-Dormoy.
En 1829, Auguste Ripoud (1777-1864), banquier et adjoint au maire de Moulins, est nommé conservateur. Il réorganise la bibliothèque, qui a beaucoup souffert de ses déménagements successifs et à laquelle il manque nombre d'ouvrages importants, par perte ou par vol. Elle compte alors environ 30 000 ouvrages.
En 1965, la bibliothèque devient bibliothèque municipale classée.
En 1976, à l'initiative d'un syndicat intercommunal regroupant Moulins et les communes voisines, un bâtiment moderne, d'une surface utile d'environ 3 000 m2, est inauguré place du Maréchal-de-Lattre-de-Tassigny pour abriter la bibliothèque. Il comprend un auditorium de 200 places et un espace d'exposition. En 1977, commence l'informatisation de la bibliothèque. Une discothèque est ouverte en 1981[réf. souhaitée].
Le 1er janvier 2010, la médiathèque est transférée à la communauté d'agglomération de Moulins.
En octobre 2013, la médiathèque communautaire de Moulins, est rouverte après d'importants travaux et une fermeture de quelques mois. Elle est primée l'année suivante par le jury du Grand prix Livre Hebdo 2014, présidé par Amélie Nothomb, pour l'aménagement de ses espaces intérieurs. Expositions, ateliers numériques, concerts, jeux, rencontres, dédicaces... Chaque trimestre, la médiathèque propose plus de 80 animations gratuites.

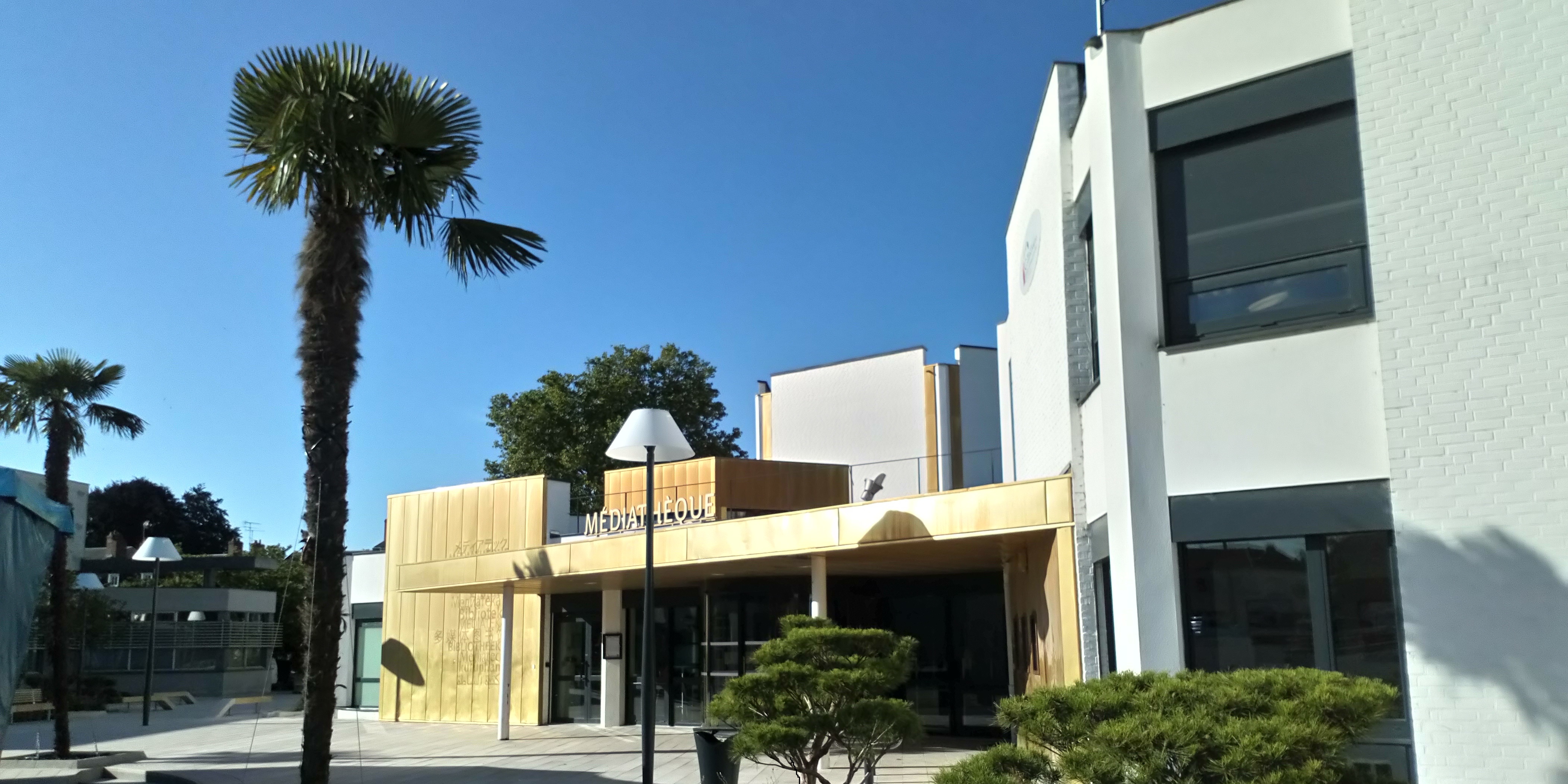
Entrée de la médiathèque
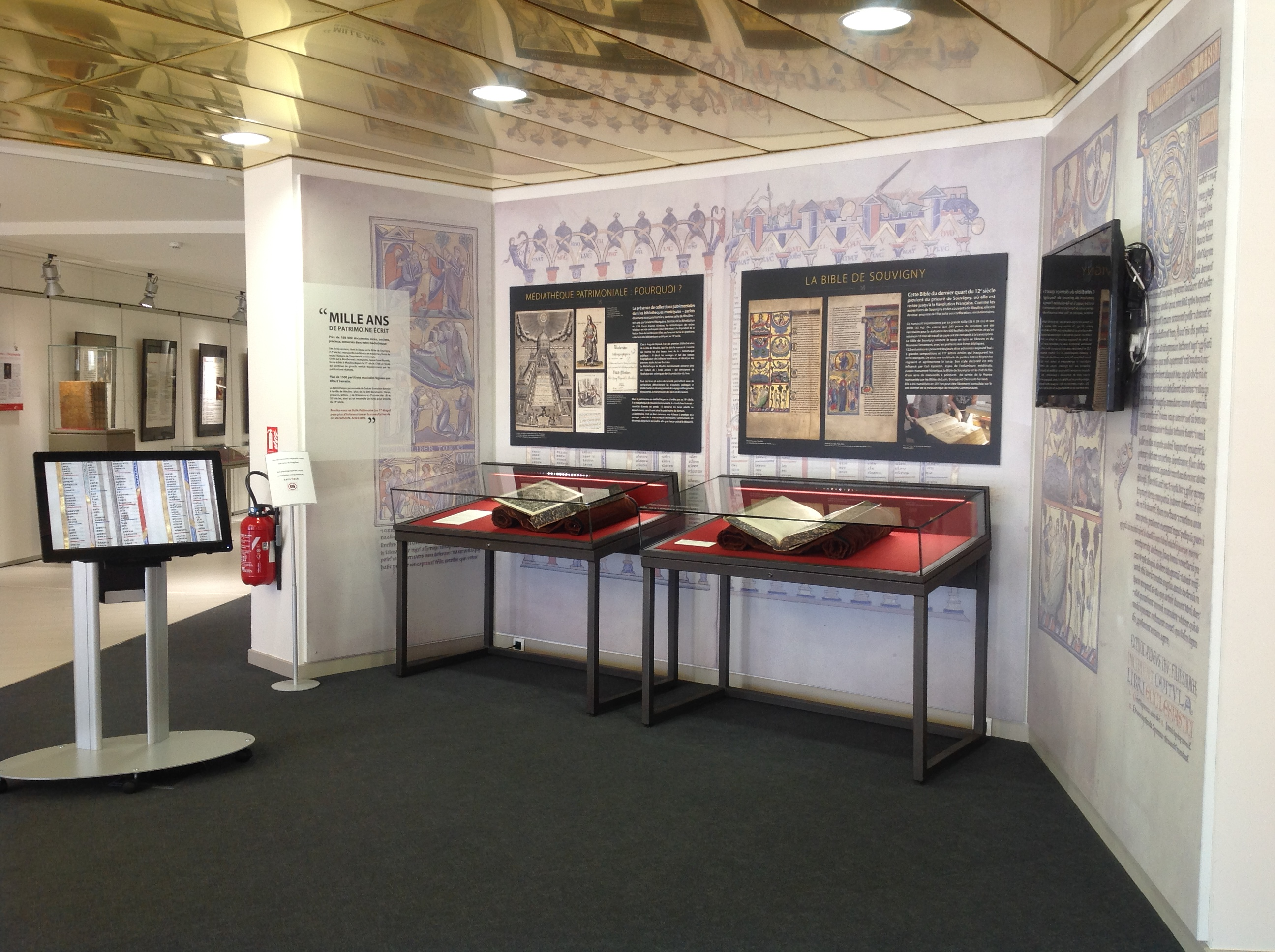
Espace patrimoine
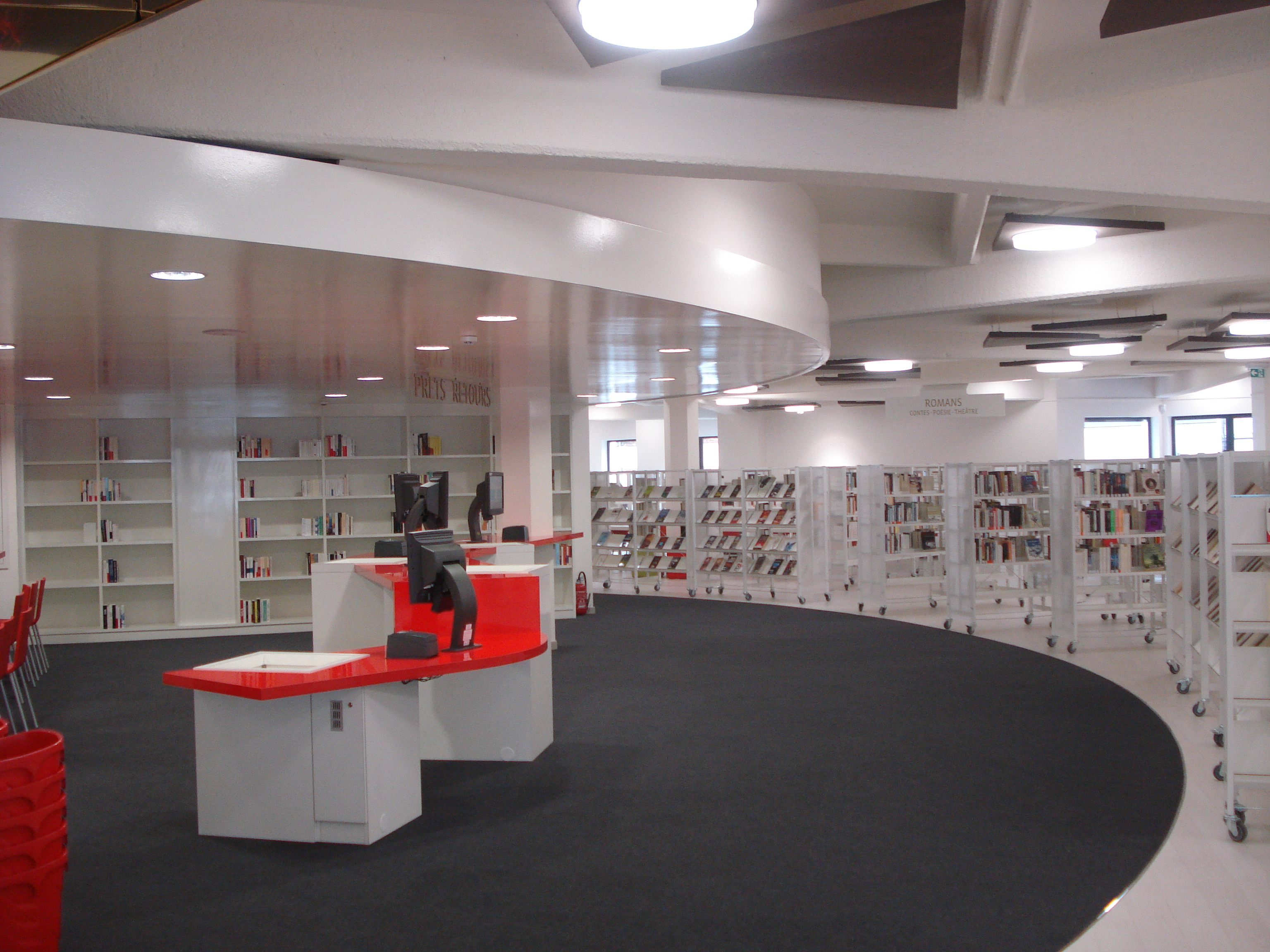
Rez de chaussée
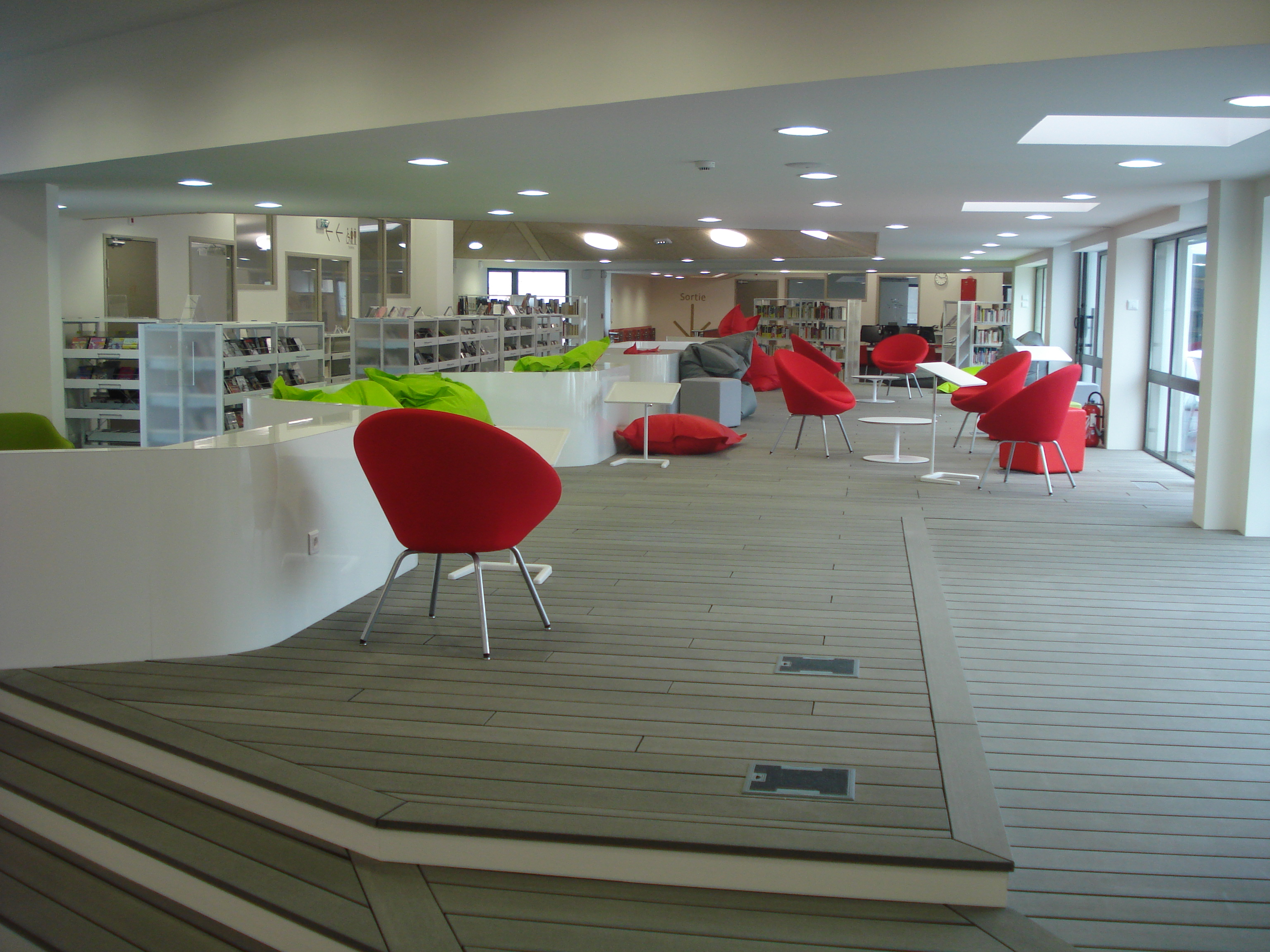
Etage

## Fonds patrimoniaux

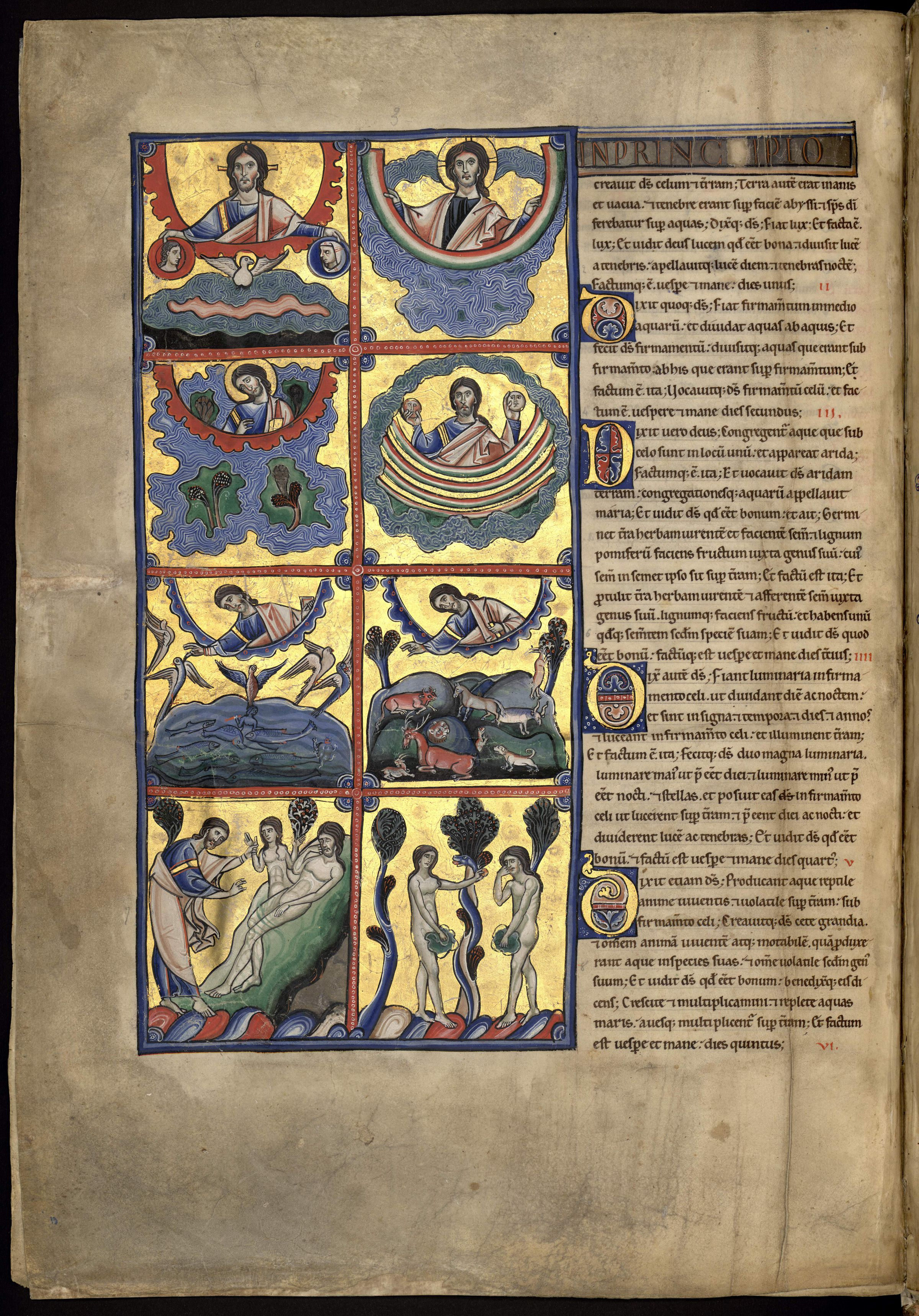
Bible de Souvigny, Miniature de la Création, f.4 verso

### Fonds ancien
Le fonds ancien est constitué des confiscations révolutionnaires venant principalement des couvents de Moulins et du prieuré de Souvigny, auxquelles se sont ajoutés des achats, des dons de l'État, des dons de particuliers, un dépôt du lycée Théodore de Banville (Moulins) et un dépôt du Grand séminaire de Moulins-Avermes. La richesse de ce fonds ancien explique l'admission de la bibliothèque parmi les bibliothèques municipales classées. Il comporte une centaine de manuscrits et une centaine d'incunables. La plus belle pièce est la Bible de Souvigny.

### Fonds bourbonnais
Le fonds comprend 8 000 volumes en relation avec l'ancienne province du Bourbonnais ou le département de l'Allier, ainsi que la presse locale. Il s'accroit régulièrement. La collection de quotidiens et de périodiques, qui commence à la fin du XVIIIe siècle, est d'un très grand intérêt pour l'histoire locale.

### Fonds Gaëtan Sanvoisin
Gaëtan Sanvoisin (Moulins, 1894-1975), journaliste à Paris (Le Gaulois, Le Figaro, Le Journal des Débats, la Revue hebdomadaire, etc.) et en Bourbonnais (le Progrès de l'Allier), chroniqueur à la Revue des deux Mondes de 1938 à 1970, bibliophile et collectionneur, a fait don à la bibliothèque de Moulins de sa bibliothèque, de sa collection de gravures et de ses papiers (dont une correspondance avec de nombreuses personnalités littéraires, artistiques et politiques de son temps). L'ensemble comprend plus de 50 000 documents. Sa bibliothèque contient notamment une belle collection de livres pour enfants du XIXe siècle (l'éditeur Pierre-Jules Hetzel est représenté par 250 livres) et de documents sur la chanson et l'imagerie populaires.

### Fonds de partitions Albert Sarrazin
Le fonds comprend plus de 2 000 documents réunis par Albert Sarrazin. Albert Sarrazin (Moulins, 1886 - 1970) était un notaire moulinois. Il avait fait ses études de droit à Paris et, parallèlement, suivi les cours d'Albert Roussel et de Vincent d'Indy à la Schola cantorum. Il fonda en 1921 à Moulins la Société des amis de la musique, qui organisa des concerts avec des musiciens prestigieux. Cette société a déposé en 1977 puis donné en 1988 un premier lot de documents, complété par la suite.

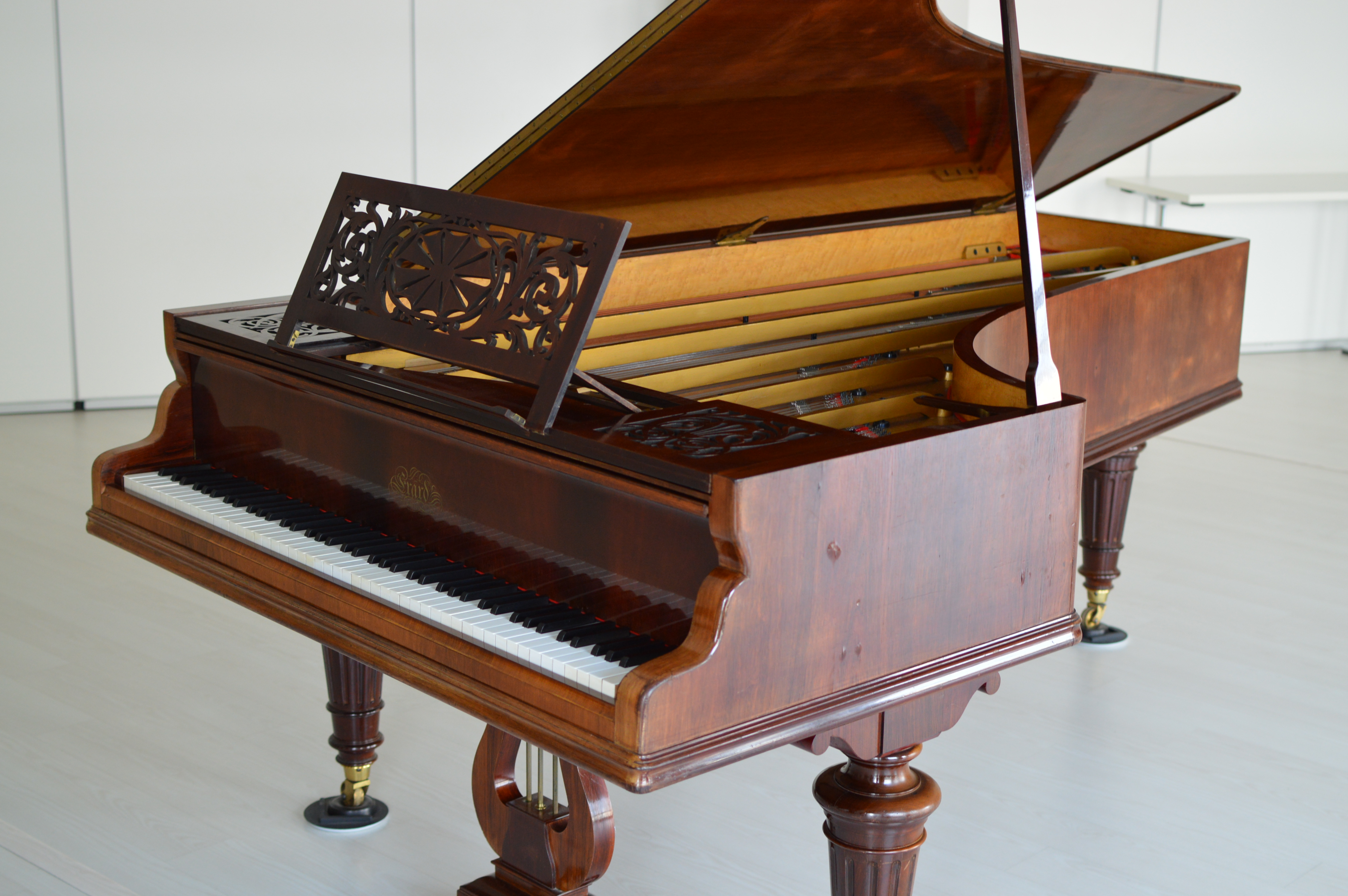
Piano Erard 1907

Le fonds comprend aussi un piano de concert Erard fabriqué en 1907.

### Fonds de partitions de l'ancienne école de musique de Moulins
En 1998, parallèlement au déménagement de l'école de musique de Moulins, la bibliothèque accepte un don important de partitions qui viennent compléter le fonds Albert Sarrazin.

## Lecture publique
En plus de la médiathèque principale, le réseau de lecture publique dispose de 24 médiathèques et points-lecture dans la plupart des communes regroupées dans la communauté d'agglomération.